# كريستين إم. روز
كريستين إم. روز (بالإنجليزية: Christine M. Rose)‏ (12 نوفمبر 1969، بارما في الولايات المتحدة)؛ روائية أمريكية.

## روابط خارجية
- كريستين إم. روز على موقع IMDb (الإنجليزية)